# I'll Be Home for Christmas
"I'll Be Home for Christmas" är en julsång inspelad av Bing Crosby 1943, som fick en topp 10-hit med den. Den har sedan blivit en vanlig julstandard.

## Tema
Sången sjungs ur en soldats perspektv under andra världskriget, då han skriver brev hem till sin familj. I brevet skriver han att han skall komma hem till julhelgen, och ber om"snö", "mistel" och "presenter vid julgranen". Sången slutar dock melankoliskt, med att soldaten säger "I'll be home for Christmas, if only in my dreams."

## Upphovsrätt
Sången skrevs av amerikanske sångtextförfattaren Kim Gannon, och judisk-amerikanske kompositören Walter Kent. Buck Ram, som tidigare skrivit en dikt och sång med samma titel, fick dock också anges efter en rättstvist.

## Listplaceringar

### Kelly Clarksons version
| Lista (2011–2012)           | Topplacering |
| --------------------------- | ------------ |
| US Billboard Hot 100        | 93           |
| USA Billboard Holiday Songs | 16           |

### Fotnoter
1. ↑  Collins, Ace. ”Stories Behind the Best-Loved Songs of Christmas”. http://books.google.com/books?id=MbCaYq9d9YcC&lpg=PT88&dq=ill%20be%20home%20for%20christmas&pg=PT87#v=onepage&q=ill%20be%20home%20for%20christmas&f=false. Läst 8 december 2011.
2. ↑  The Jews Who Wrote Christmas Songs - InterfaithFamily.com
3. ↑  ARTIST-ID MÅSTE ANGES FÖR LISTAN BILLBOARD"Kelly Clarkson Album & Song Chart History" Billboard Hot 100 for Kelly Clarkson. Prometheus Global Media.  Retrieved 2 maj 2011.
4. ↑  ”Holiday Songs: Week of December 24, 2011”. Billboard. Prometheus Global Media. http://www.billboard.com/#/charts/holiday-songs?chartDate=2011-12-24. Läst 2 maj 2011.